# Būstegān
Būstegān (persiska: بوسَنگان, بوسِنگان, بوسَنجان, Būsangān, بوستگان) är en ort i Iran.   Den ligger i provinsen Kohgiluyeh och Buyer Ahmad, i den centrala delen av landet, 600 km söder om huvudstaden Teheran. Būstegān ligger 1 144 meter över havet och antalet invånare är 105.
Terrängen runt Būstegān är kuperad åt nordost, men åt sydväst är den bergig.Runt Būstegān är det ganska glesbefolkat, med 45 invånare per kvadratkilometer. Närmaste större samhälle är Bāsht, 15,5 km sydost om Būstegān. Omgivningarna runt Būstegān är i huvudsak ett öppet busklandskap.